# 피그미뛰는쥐아과
피그미뛰는쥐아과 또는 피그미저보아아과(Cardiocraniinae)는 뛰는쥐과에 속하는 설치류 분류군이다. 3개 속에 7종으로 이루어져 있다. 학명은 1925년, 러시아 생물학자 비노그라도프(Boris Stepanovich Vinogradov, 1891–1958)의 이름에서 유래했다. 작은 포유류로 몸길이가 20cm 이하이다.

## 하위 종
- 다섯발가락피그미뛰는쥐속 또는 다섯발가락피그미저보아속 (Cardiocranius)
  - 다섯발가락피그미뛰는쥐 (Cardiocranius paradoxus)
- 발루치스탄피그미뛰는쥐속 또는 발루치스탄피그미저보아속 (Salpingotulus)
  - 발루치스탄피그미뛰는쥐 (Salpingotulus michaelis)
- 피그미뛰는쥐속 또는 피그미저보아속 (Salpingotus)
  - 굵은꼬리피그미뛰는쥐 (Salpingotus crassicauda)
  - 헤프트너피그미뛰는쥐 (Salpingotus heptneri)
  - 코즐로프피그미뛰는쥐 (Salpingotus kozlovi)
  - 엷은색피그미뛰는쥐 (Salpingotus pallidus)
  - 토마스피그미뛰는쥐 (Salpingotus thomasi)